# 华盛顿会议 (1943年)

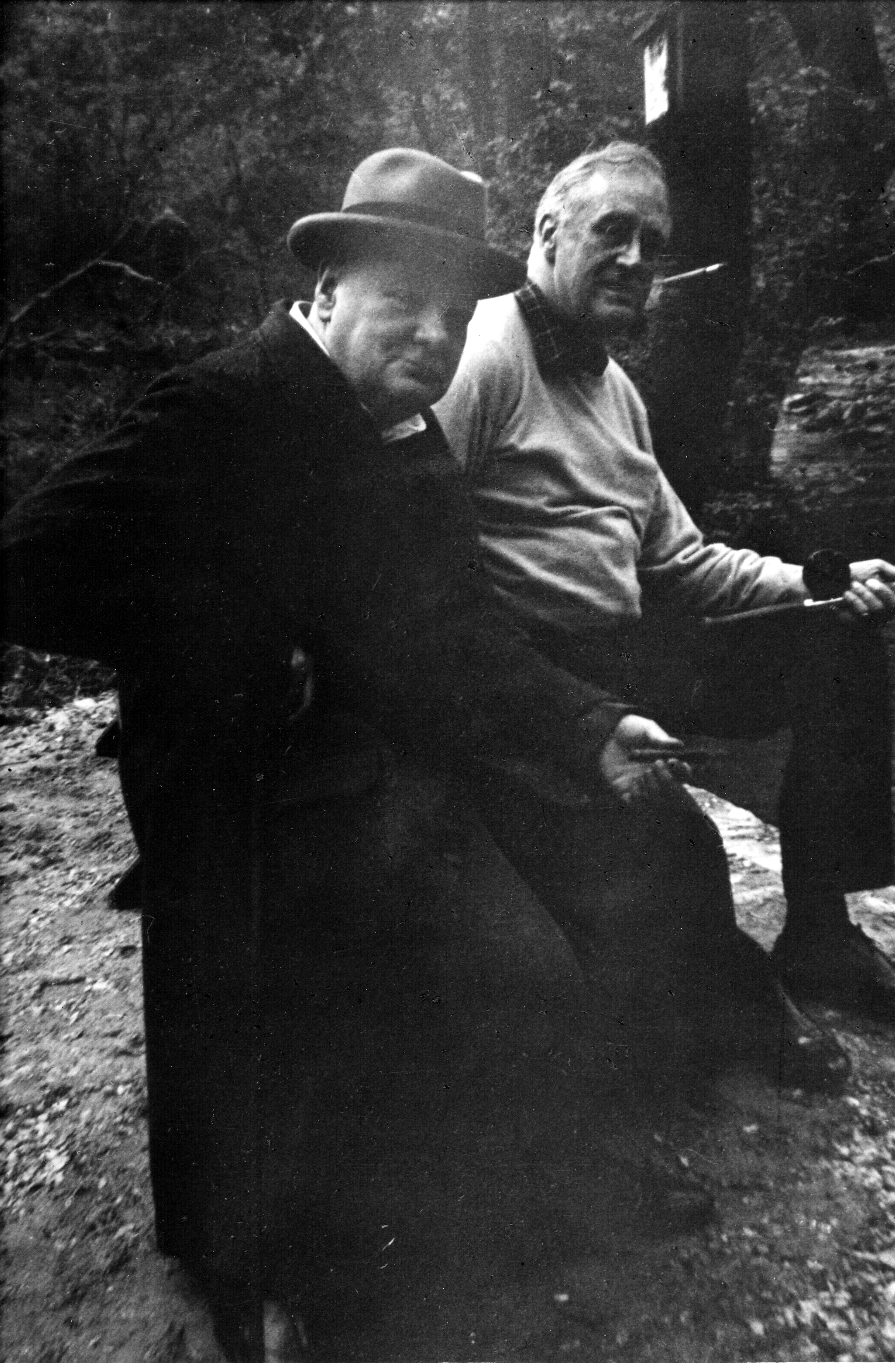
1943年5月，於三叉戟会议讨论期间，富兰克林·罗斯福总统和温斯顿·丘吉尔首相在香格里拉钓鱼。

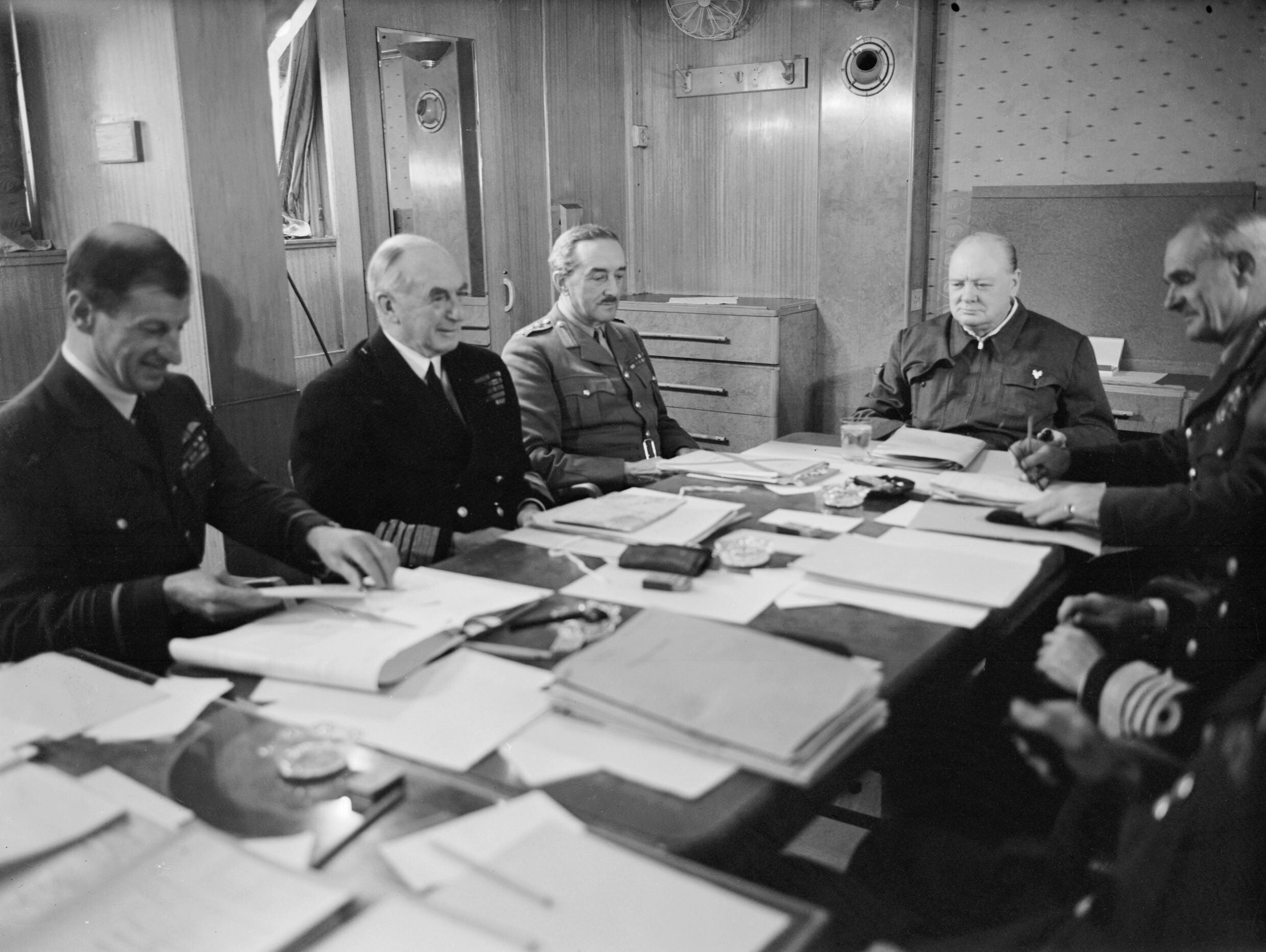
攝於温斯顿丘吉尔和他的参谋長委員會在前往美国途中

第三次华盛顿会议（代号为「三叉戟」）又稱為「三叉戟」會議，於1943年5月12日至25日在华盛顿特区举行。这是場在第二次世界大战期間，由英国和美国政府首脑之间召開的戰略會議。它是自進入20世纪以來的第三次会议（1941年、1942年、1943年），當第二次會議舉辦時美国已經加入第二次世界大战。代表团分别由温斯顿·丘吉尔和富兰克林·罗斯福率领。 
這場會議讨论了盟军入侵西西里岛的计划、應該使用的軍隊規模、入侵诺曼底的日期以及太平洋战争的进展。

## 會議過程
丘吉尔和罗斯福每两天會在白宫会面一次，而英美雙方的軍事領導者則幾乎每天都会在美联储大楼的董事會會議廳會見。

## 討論主题和協議
丘吉爾率先在會議上提出想法，他希望兩國開誠布公、開放且不隱瞞的討論。討論的的主要議題包括意大利战役、应使用的军事力量規模、诺曼底登陆以及如何在太平洋战争中帮助中国。丘吉尔认为，這些行動的規模和他們的優先順序可以通過雙方的共識解决。最終所有的議題兩國都達成共識。 

### 義大利戰事
第一個討論的主題為發生在義大利的戰事。丘吉尔说服美国领导人們支持盟军入侵西西里岛的計畫。他認為盟軍入侵義大利的行動會分散德军在東線戰場的注意力，从而使蘇聯獲得喘息的機會，因為德军必須向巴爾幹地区派遣大量军队以應對盟軍的入侵行動。 這也將使盟軍能夠回報蘇聯在史達林格勒戰役對德軍的戰鬥中付出慘重的代價。
讓義大利退出戰爭也有助于盟軍改善與土耳其的關係。土耳其可以不用再與義大利在地中海競爭。丘吉尔認為，這將有助於同盟國要求土耳其提供他们的基地供盟軍使用，以做為未來防禦的準備。 

### 军事力量的規模和應用
接下來的討論主題為盟军應該使用多大規模的军事力量。兩國皆一致認為需對敵人使用最大限度的軍事力量，包含陸軍、空軍和各式軍火彈藥。於卡萨布兰卡会议上首次提出的无条件投降這個概念在三叉戟会议上再次被讨论。由於對無條件投降有不同的看法，三叉戟會議和早先的卡薩布蘭卡會議相同，與會人員在此議題上討論的相當激烈。罗斯福總統堅決反對美国将军德怀特·D·艾森豪威尔以及英国将军亨利·梅特兰·威尔逊共同支持的拒絕敵人無條件投降的論述。
而儘管與會人員有部分持反對意見，但經過深思熟慮後，盟军最終同意他们将战争擴大至日本。他们认为德国将在1944年戰敗，因此之後盟軍需要集中精力在1945年擊敗日本。而最好的解决辦法便是讓蘇聯參與对日作戰，因为史達林曾表示有興趣加入對日本的戰爭行動。

### 诺曼底登陆
诺曼底登陆行動整整被延遲了12個月直至 1944 年 5 月。这是因為美国和英国預測這樣做可以有充足的時間增强部隊實力，生產更多的登陸艇以及準備大量補給，並且以此確保能夠擁有全面的制空及制海權。而就此議題盟軍高層亦討論了有哪些潮汐漲幅大的海滩難以登陸、哪邊有德國的大型防御工事，以及最佳的進攻時機和天氣條件。
盟军想要推迟登陆日期的主要原因是因为他们在1943年缺乏多餘的補給分配給諾曼第行動。英国所有的登陆艇都已部署到赫斯基行动中，由于镰刀行动在作戰中的優先級更高，因此此時只有一個美國軍團可部屬。

### 對華援助
最后，美英决定討論在太平洋战争中該如何應對。英国陆军元帅韦维尔造訪缅甸並且協助當地盟軍為他們即將面臨的諸多問題做好準備，包含：
- 茂密的叢林使得先進武器運用困難
- 當地季風氣候限制了可進攻的時間
- 海軍支援的方式有限

盟軍發現除了空中支援之外，幾乎沒有其他方法可以幫助中國，因此需要規劃其他有效的計劃。參與國一致認為最好避免在缅甸進行陸戰，而是像火炬行动那样利用空襲作為打擊的軍的主要手段。1944年3月，來自義大利的艦隊將執行這次行動

## 其他影響
三叉戟會議（Trident Conference）顯示了世界領導權的轉變，因為美國開始在國際上對其他國家產生了影響力。美國加入戰爭並提供兩倍於其他盟國的軍事資源，使得英国不得不在他们的一些要求上做出妥协。其中美國陸軍參謀長乔治·马歇尔将军主導了这一变革，漸漸取代原先英國在二戰盟國中的領導地位。
然而，盟軍在執行西西里岛之后的行动仍然沒有規劃。丘吉尔希望行動後發起一场意大利战役，但罗斯福卻担心若發動義大利戰役可能会推遲原定於次年(1944年)收复法国的战略计划。
根據马克斯·黑斯廷斯 (Max Hastings)的说法，布魯克將軍在三叉戟會議上所發表的言論對其作為戰略家的聲譽造成了「重大損害」，其聲稱在 1945 年或 1946 年之前不可能在歐洲大陸進行任何大規模軍事行動而在其本人日记內則記載，「他希望進行一場在地中海的行動以迫使德軍分散力量，以此幫助蘇聯，最終創造一個能夠讓盟軍一同作戰的計劃。但丘吉尔完全否定（或半否定）我们（聯合參盟委員會，縮寫為CCOS）已經同意的計劃文件；哈里·霍普金斯 (Harry Hopkins)最終讓邱吉爾撤回了他所提出的修正案，但邱吉爾提出要在在巴尔干地区行動的計劃而引起了質疑。 

## 引用資料
1. ↑  Zimmerman, Dwight. . Defense Media Network. Faircount Media Group. 23 May 2013  [29 May 2016].
2. ↑  Churchill, Winston Spencer. . Houghton Mifflin Company, Boston. 1951: 35.
3. ↑  Herman, Arthur. Freedom's Forge: How American Business Produced Victory in World War II, p. 305, Random House, New York, NY, 2012. ISBN 978-1-4000-6964-4.
4. 1 2  Chen, Peter. . World War II Database. Lava Development, LLC.   [19 May 2016]. （原始内容存档于2018-10-29）.
5. 1 2 3 4 5 6 7 8 9   (PDF). Eisenhower Archives. 12 May 1943  [25 May 2016]. （原始内容存档 (PDF)于2017-01-30）.
6. ↑  Zimmerman, Dwight. . Defense Media Network. Faircount Media Group. 23 May 2013  [25 May 2016]. （原始内容存档于2018-11-11）.
7. ↑  Royde-Smith, John. . Encyclopædia Britannica. 14 Feb 2016  [19 May 2016]. （原始内容存档于2019-03-21）.
8. ↑  . BBC. 15 Oct 2014  [19 May 2016]. （原始内容存档于2018-08-11）.
9. ↑  McDougall, Walter. . Encyclopædia Britannica. 12 Nov 2015  [19 May 2016]. （原始内容存档于2016-10-11）.
10. 1 2  O'Neill, William. . New York, New York: Oxford University Press, Inc. 1999: 292–293. ISBN 978-0-19-510800-2.
11. ↑  Hastings, Max. . Pan Macmillan. 2005: 378–379. ISBN 0-330-49062-1.
12. ↑  Alanbrooke, Field Marshal Lord. . Phoenix Press. 2001: 409–411. ISBN 1-84212-526-5.

## 其他連結
- 三叉戟会议與會者名单 （页面存档备份，存于）
- 二战盟军行动代号列表 （页面存档备份，存于）